# Xenoporus carinaceps
Xenoporus carinaceps är en mångfotingart som beskrevs av Loomis 1961. Xenoporus carinaceps ingår i släktet Xenoporus och familjen Stylodesmidae. Inga underarter finns listade i Catalogue of Life.